# Četrta egipčanska dinastija
Četrta egipčanska dinastija je vladala od okoli 2613 do 2494 pr. n. št., Njena vladavina se šteje za zlato dobo egipčanskega Starega kraljestva, obdobje miru in blaginje in dokumentiranega trgovanja z drugimi državami. 
V Staro kraljestvo se razen Četrte štejejo še Tretja, Peta in Šesta dinastija se pogosto združujejo v  Staro kraljestvo, znano tudi kot  »obdobje Velikih piramid«. Prestolnica Starega kraljestva je bil  Memfis.

## Faraoni
V Četrti dinastiji je gradnja piramid dosegla svoj višek. Relativni mir v obdobju Tretje dinastije je vladarjem Četrte dinastije omogočil lagodno eksperimentiranje v kulturi, umetnosti in gradbeništvu.  Gradbeni eksperimenti faraona Sneferuja so pripeljali do preobrazbe mastabi podobnih stopničastih piramid v »prave« piramide z gladkimi stranicami, kakršne so tiste v Gizi.  Nobeno drugo obdobje v zgodovini Egipta ni doseglo arhitekturnih dosežkov Četrte dinastije. Vsi faraoni iz Četrte dinastije so zgradili vsaj eno piramido, ko je služila kot grobnica ali spomenik. 
Faraoni Četrte dinastije so vladali približno 120 let. Njihova imena so povzeta po Dodsonu in Hiltonu.
| Slika | Faraon    | Horovo ime | Vladanje      | Pokop                  | Soproga                                               | Komentar |
| ----- | --------- | ---------- | ------------- | ---------------------- | ----------------------------------------------------- | -------- |
|       | Sneferu   | Nebma'at   | 2613-2589     | Rdeča piramida         |                                                       |          |
|       | Kufu      | Medžedu    | 2589–2566     | Velika piramida v Gizi | Meritites I. Henutsen                                 |          |
|       | Džedefre  | Kheper     | 2566–2558 (?) | Džedefrejeva piramida  | Hetepheres II. Khentetka                              |          |
|       | Kafre     | Userib     | 2558–2532     | Kafrejeva piramida     | Meresankh III. Khamerernebti I. Hekenuhedžet Persenet |          |
|       | Baka      | (?)        | 2532 (?)      | (?)                    | (?)                                                   |          |
|       | Menkaure  | Kakhet     | 2532–2503 (?) | Menkaurejeva piramida  | Khamerernebti II.                                     |          |
|       | Šepseskaf | Šepsesket  | 2503–2499 (?) | Mastabet el-Fara'un    | Bunef                                                 |          |
|       | Tamftis   | Džedefptah | 2499–2494 (?) | (?)                    | (?)                                                   |          |

### Sneferu
Sneferu, prvi faraon Čtrte dinastije, je zgradil prvo »pravo«  piramido, znano kot Rdeča piramida. Pred njo je zgradil opuščeno tako imenovano Zlomljeno piramido in morda dokončal Meidum.  Zgradil je tudi številne manjše stopničasta piramide in postal najbolj ploden graditelj piramid svojega časa. Zanj pravijo, da je premaknil več kamna in opeke kot kateri drugi faraon. 
Sneferujeva glavna žena je bila Hetepheres I., ki je bila njegova polsestra in mati kasnejšega faraona Kufuja (Keops). Z drugima dvema ženama je imel še več otrok.
Bil je priljubljen vladar, ki je s podeljevanjem državnih položajev in naslovov svojim sorodnikom utrdil položaj kraljeve družine. Nadzor nad plemstvom je ohranjal  tako, da je trdno obvladoval zemljo in posesti. Vodil je vojne pohode na Sinaj, Nubijo in Libijo in začel v Libanonu nabavljati  cedrov les.
Iz njegovega obdobja so se ohranile prveznane  egipčanske pogodbe s sosedi. Faraoni Četrte dinastije so dokumentirani na Kamnu iz Palerma. Čeprav so nekateri deli kamna uničeni,  se je na nepoškodovanem  delu ohranil zapis, da je med Sneferujevo vladavino iz neimenovane dežele v Egipt priplulo štirideset ladij s cedrovino.

### Kufu, Džedefre, Kafre in Menkaure
Imeni Kufuja in Džedefreja sta napisani v kamnolomih gnajsa v Zahodni puščavi kakšnih 65 km severozahodno od Abu Simbela. V Biblosu so odkrili predmete iz obdobja Kufujeve, Kafrejeve in Menkaurejeve vladavine. Predmete iz obdobja Kafrejeve vladavine so odkrili še mnogo dlje – v Ebli v sodobni severozahodni Siriji. Domneva se, da so spadali med diplomatska darila, lahko pa bi bili tudi trgovsko blago.
Kufu je bolj znan po njegovem heleniziranem imenu Keops (starogrško Χέοψ, latinizirano: Keops). Faraona sta bila tudi njegov sin Kafre (starogrško Χεφρήν, latinizirano: Kefren) in vnuk Menkaure (starogrško Μυκερίνος, latinizirano: Mikerinos). Vsi trije so zasloveli zaradi gradenj svojih piramid v Gizi.
Organiziranje   in oskrbovanje delavcev za tako obsežne gradnje je zahtevalo centralizirano vlado s širokimi pooblastili. Egiptologi so prepričani, da je Staro kraljestvo v tem času doseglo ustrezno visoko raven razvoja in dovolj dolgo obdobje blaginje za izvedbo tako zahtevnih projektov. Nedavna izkopavanja onkraj Heit el-Ghourab (Zid vran), ki jih je opravil Mark Lehner, so odkrila veliko mesto, za katero se zdi, da je bilo prebivališče graditeljev Kafrejeve in Menakurejeve piramide.
Nekoč je na podlagi svetopisemskih zgodb prevladovalo prepričanje, da so piramide gradili sužnji. Preučevanje grobnic gradbenih nadzornikov je pokazalo, da so težka gradbena dela opravljali kmetje iz celega Egipta, ki po spravilu poljskih pridelkov do naslednje Nilove poplave niso imeli večjih opravil. Strokovna dela je opravljala množica specialistov, vključno s kamnoseki, slikarji, matematiki in svečeniki. Nekaj dokumentov kaže, da je moralo za javna dela vsako gospodinjstvo prispevati po enega delavca. Bogate družine so namesto njega lahko najele drugega delavca. V javna dela niso spadali samo gradbeni projekti, ampak tudi opravila v templjih, knjižnicah in na praznovanjih. Nekatera dela so lahko opravljale tudi ženske.
Piramide v Gizi kažejo, da je bila v obdobju Četrte dinastije v  Egiptu izjemna blaginja. Kasnejša Herodotova pristranskost (Zgodbe, 2.124–133) je pripomogla k nastanku ideje, da so se piramide  ohranile kot opomin in spomin na prisilne delavce, ki so jih zgradili.To očitno ni res, ker Westcarjev papirus prikazuje Sneferuja v zelo  prijazni luči, četudi po drugi strani omenja, da je za gradnjo svoje piramide prestavil več kamenja kot Kufu. To kaže, da so se faraonov spominjali bolj po njihovem vladanju in osebnosti kot po velikosti spomenikov, ki so jih zgradili.

### Baka
Na Torinskem seznamu kraljev je med Kafrejem in Mankaurejem praznina, v kateri je vladal faraon, katerega ime in dolžina vladanja sta popolni neznanki. Faraon med omenjenima vladarjema je omenjen tudi v Sakarskem seznamu  faraonov, vendar se je tudi na tem seznamu njegovo ime izgubilo. Nekateri egiptologi izgubljenega faraona enačijo z Manetovim Biherisom, katerega ime bi lahko ustrezalo egipčanskemu imenu Baka ali Bakare. Vprašanje  njegovega obstoja še vedno ni rešeno.

### Kentkaus I.
Najbolj zanimiv je morda status kraljice Kentkaus I., katere grobnica je bila zgrajena ob poti k Menkaurejevi piramidi. Kentkaus je bila Menkaurejeva hčerka in je morda vladala kot faraonka. Njena grobnica je velika mastaba z manjšo mastabo nad njo. Zgornja mastaba je pomaknjena iz središča spodnje, morda zaradi praznega nepodprtega prostora pod njo. 
Na granitnem vhodu v grobnico je Kentkausin naslov, ki se lahko bere kot mati dveh kraljev Gornjega in Spodnjega Egipta ali kot mati kralja Gornjega in Spodnjega Egipta in kralja Gornjega in Spodnjega Egipta. Razen tega je na vhodu upodobljena z vsemi regalijami in umetno faraonsko  brado. Njen naslov in upodobitev sta nekatere egiptologe privedla do zaključka, da je proti koncu Četrte dinastije vladala kot faraonka. Njen grobnica je bila zgrajena kot niša in kasneje obložena z zglajenimi ploščami iz  apnenca.

### Šepseskaf in Džedefptah
Naslednji dokumentirani faraon je bil Menkaurejev sin Šepseskaf. Njegovo vladanje je bilo kratko, vendar je uspel dokončati projekte svojega očeta in uvesti svoj arhitekturni slog. 
Džedefptah je nejasna oseba, kateri se pripisuje razločno dolgo vladanje, njegov obstoj pa je vprašljiv. Običajno se šteje za zadnjega faraone Četrte dinastije. Na seznamu faraonov staroegipčanskega zgodovinarja Maneta je na tem mestu faraon Tamftis, katerega ime bi lahko bilo popačenka egipčanskega imena Ptah-džedef. Na Torinskem seznamu faraonov je na tem mestu neimenovan faraon, ki je vladal  za Šepseskafom približno dve leti. Ta faraon bi lahko bil Džedefptah.
Kako se je Četrta dinastija končala, še vedno ni jasno. Jasno je samo to, da so številni uradniki iz Četrte dinastije ostali na svojih položajih tudi pod Userkafom, prvim faraonom iz Pete dinastije.